# Forêt de Mervent-Vouvant et ses abords
Forêt de Mervent-Vouvant et ses abords este o arie protejată (sit de importanță comunitară — SCI) din Franța întinsă pe o suprafață de 495 ha, integral pe uscat.

## Localizare
Centrul sitului Forêt de Mervent-Vouvant et ses abords este situat la coordonatele 46°30′11″N 0°44′28″W / 46.50306°N 0.74111°V.

## Înființare
Situl Forêt de Mervent-Vouvant et ses abords a fost declarat arie specială de conservare în baza directivei 92/43 din 1992 referitoare la conservarea habitatelor naturale și a faunei și florei sălbatice pentru a proteja 1 specie de animale.

## Biodiversitate
Situată în ecoregiunea atlantică, aria protejată conține 3 habitate naturale: Pajiști uscate europene, Păduri aluvionare cu Alnus glutinosa și Fraxinus excelsior (Alno-Padion, Alnion incanae, Salicion albae), Liziere de ierburi înalte hidrofile de câmpie și de nivel montan până la alpin.
La baza desemnării sitului se află o specie protejată de  mamifere: vidră de râu (Lutra lutra)
Pe lângă speciile protejate, pe teritoriul sitului au mai fost identificate 1 specie de plante, 1 specie de păsări, 3 specii de reptile.